# Borki (Smolne)
Borki – przysiółek wsi Smolne w Polsce położona w województwie dolnośląskim, w powiecie górowskim, w gminie Jemielno.
W latach 1975–1998 miejscowość należała administracyjnie do województwa leszczyńskiego.
Zobacz też: Borki